# Wall Kickers
Wall Kickers — мобильная игра в жанре платформер, разработанная и изданная Kumobius. Игра была выпущена на Android и iOS 5 сентября 2018 года.

## Игровой процесс
Wall Kickers представляет собой бесконечный платформер, где игрок должен прыгать по стенам. Игра была выполнена пиксельной графикой.

## Оценки
| Иноязычные издания | Иноязычные издания |
| Издание            | Оценка             |
| ------------------ | ------------------ |
| Pocket Gamer       | [ 4 ]              |
| TouchArcade        | [ 5 ]              |
| 148Apps            | [ 6 ]              |